# Velibor Vasović
Velibor Vasović, szerbül: Велибор Васовић (Pozsarevác, 1939. október 3. – Belgrád, 2002. március 4.) jugoszláv válogatott szerb labdarúgó, hátvéd, edző.

## Pályafutása
1939. október 3-án Pozsarevácon született Živojin Vasović adóhivatalnok és Jelka Laušević Montenegróból származó szülők kilencedik gyermekeként. Az 1941 áprilisi német megszállás után apja négy évig fogságba került, legidősebb testvérei pedig csatlakoztak a partizán ellenállási mozgalomhoz. Általános iskolai tanulmányait szülővárosában végezte, majd a család Belgrádba költözött anyai nagybátyja, David Laušević jóvoltából, aki közben az Állami Biztonsági Igazgatóság (UDBA) egyik vezetője lett. Így középiskolai tanulmányait Vasović az I. Belgrádi Gimnáziumban (Prva beogradska gimnazija) folytatta.

### Klubcsapatban
A gimnáziumi tanulmányai alatt az FK Novi Beograd korosztályos csapatában kezdte a labdarúgást. 1954-ben itt figyelt fel rá Florijan Matekalo az FK Partizan ifjúsági csapatának az edzője és leigazolta. Így lett a korosztályos csapatokban később csapattársa Fahrudin Jusufi, Vladica Kovačević, Branko Pejović, Srđan és Zvezdan Čebinac. 1958 júniusában lett az első csapat keretének a tagja. 1961 és 1963 között sorozatban három bajnoki címet nyert a csapattal. 1963 nyarán Vasović szerződése lejárt, de nem megfelelő ajánlatot kapott, ezért megkereste a városi riválist, a Crvena zvezdát, akikkel meg tudott egyezni, így ősszel már a Crvena színeiben lépett pályára. Közben a Partizan vezetői is mindent megtettek, hogy visszacsábítsák. Tavasszal már régi csapatával edzett, de egyik együttesben sem játszott. A helyzet odáig fajult, hogy Aleksandar Ranković belügyminiszterrel kellett magánbeszélgetésen megegyeznie a megoldásról. 1964 őszétől ismét Partizan játékos lett, Zvezdan Čebinac cserébe a Crvenához szerződött. Az 1964–65-ös idényben ismét bajnokok lettek és a következő idényben a bajnokcsapatok Európa-kupájában indultak. Vasović az együttes csapatkapitánya volt és egészen a döntőig jutottak a BEK-ben. 1966. május 11-én a brüsszeli döntőben a Real Madrid ellen játszottak. Vasović az 55. percben még vezetést szerzett a csapatnak, de a következő húsz percben a Real fordítani tudott.
1966 és 1971 között az Ajax játékosa volt. 1969-ben ismét BEK-döntős volt a holland együttessel, de 4–1-re kikaptak az AC Milantól. Ő volt az Ajax első külföldi csapatkapitánya. 1971-ben BEK-győztesként vonult vissza. A londoni döntőben 2–0-ra győzték le a görög Panathinaikószt.

### A válogatottban
1961 és 1966 között 32 alkalommal szerepelt a jugoszláv válogatottban és két gólt szerzett.

### Edzőként
Visszavonulása után az 1971–72-es idényben, a tavaszi szezontól az Partizan vezetőedzője volt az 1973–74-es idény feléig. 1975-ben a Proleter Zrenjanin szakmai munkáját irányította. 1975 és 1979 között Franciaországban dolgozott. 1975 januárja és 1976 júniusa között az Angers, 1976 őszén, illetve 1978 novemberétől és 1979 őszéig a Paris Saint-Germain vezetőedzője volt. 1982–83-ban az egyiptomi Zamálek, 1983-ban a görög Ethnikósz Pireósz csapatainál tevékenykedett. 1986 és 1988 között a belgrádi Crvena zvezda vezetőedzője volt, ahol az 1987–88-as idényben bajnokságot nyert a csapattal. Edzői pályafutását 1989-ben a svájci AC Bellinzona együttesénél fejezte be.

## Sikerei, díjai

### Játékosként
FK Partizan
- Jugoszláv bajnokság
  - bajnok (4): 1960–61, 1961–62, 1962–63, 1964–65
- Bajnokcsapatok Európa-kupája (BEK)
  - döntős: 1965–66

 Crvena zvezda
- Jugoszláv bajnokság
  - bajnok: 1963–64
- Jugoszláv kupa
  - győztes: 1964

 Ajax
- Holland bajnokság
  - bajnok (3): 1966–67, 1967–68, 1969–70
- Holland kupa
  - győztes (3): 1967, 1970, 1971
- Bajnokcsapatok Európa-kupája (BEK)
  - győztes: 1970–71
  - döntős: 1968–69

### Edzőként
Crvena zvezda
- Jugoszláv bajnokság
  - bajnok: 1987–88

## Fordítás
Ez a szócikk részben vagy egészben  a   Velibor Vasović című angol Wikipédia-szócikk ezen változatának fordításán alapul.  Az eredeti cikk szerkesztőit annak laptörténete sorolja fel. Ez a jelzés csupán a megfogalmazás eredetét és a szerzői jogokat jelzi, nem szolgál a cikkben szereplő információk forrásmegjelöléseként.